# دیمیتریس خریستوفیاس
دیمیتریس خریستوفیاس (به یونانی: Δημήτρης Χριστόφιας) (زادهٔ ۲۹ اوت ۱۹۴۶ – درگذشته ۲۱ ژوئن ۲۰۱۹) سیاستمدار کمونیست قبرسی بود که از سال ۲۰۰۸ تا فوریهٔ ۲۰۱۳ به عنوان ششمین رئیس‌جمهور قبرس انجام وظیفه کرد. او هم‌چنین رهبر حزب مترقی خلق کارگر را بر عهده داشت و نخستین و تنها کمونیستی بود که تا کنون در میان سران اتحادیه اروپا حضور داشته‌است.
وی در دوره فعالیتش به عنوان ریاست جمهوری کوشید تا با هدف اتحاد دوبارهٔ قبرس مذاکرات را با ترک‌های قبرس از سر گیرد.